# 釜川
釜川（かまがわ）は、栃木県宇都宮市を流れる利根川水系田川支流の一級河川である。川名の由来は諸説あり、「流域の地形が侵食によってカマのような形をしている」ことに由来するといわれているが、江戸期地図に「賀茂川」とあることから、京に縁が深い下野宇都宮氏等が京の鴨川に擬して命名したものが訛りなどで釜川になったともいわれる。一級河川指定区間の長さ7.28 km、流域面積6.4 km²。

## 地理
栃木県宇都宮市野沢町の東弁天沼、西弁天沼を源流とし、戸祭町の農地・樹林を貫流し、宇都宮市街中心部を南北に流れ宇都宮市天神で一級河川の田川に合流する。
中流部は同市戸祭地区の台地と戸祭山から八幡山の低山地の間に形成された長細い低地部を流れる。この低地部はかつて戸祭田圃と呼ばれる田園地帯であったが、現在は戸祭グリーンヒルが造成されて宅地化が進み、昭和50年代まであった田園地帯の面影は薄くなった。

### 二層式河川
1955年（昭和30年）代以降は、急激な都市化により生活排水の流入により川は汚れ、ゴミや自転車も投棄されていて悪臭により「どぶ川」として市民からは嫌われる存在だった。さらに大雨に見舞われると急激な水位上昇により度々氾濫起こるようになったため、地元からも河川改修の強い要望が出て、田川合流点から、弁天橋までの7.28kmを一級河川に指定し、「昔のきれいな釜川」などを取り戻すため、1974年（昭和49年）より19年の年月と150億円を描けて釜川放水路やバイパス下水道、さらに西田橋から今小路橋まで1.9kmの区間で、日本で初めて河床を上下二層にする工事が行われた。バイパス下水道計画により上流域の全量カットしたとしても下流部現況断面では水量の流下はできず、改修が必要だったが市街地のため用地確保が困難のため、河床を大幅に掘り下げる方法しかとれない状況であった。しかし、この方式とすると平水時の水面はきわめて低い河川となり、住民が望む公園化を考えた親水性のある河川改修からは程遠くなるため、市職員の発案で二層構造河川となった。国の補助事業に認定してもらえるように建設省に出向いたが、「前例が無い」「上層は川の上に作ってはいけない構造物に当たる」などで門前払いだった。当時の増山道保市長も度々陳情に行った。3年間の交渉の末建設省もゴーサインを出した。上層の河床は川沿いの遊歩道（釜川プロムナード）と高低差が小さい小川である。下層は上の水路で流しきれない分を引き受け、親水のために上部に適量の水を保つようにした構造である。

### 分流・合流する川など
- 滑川（なめらがわ）
  - 戸祭配水場上流で分流し、戸祭地区を潤し、釜川へ合流していた。現在は無い[4]。
- 求喰川支流（あさりがわしりゅう）
  - 赤門奉免から流れて、剣橋下流で釜川に合流している。暗渠化され残っている[4]。
- 求喰川（あさりがわ）
  - 赤門上流の丘陵から流れ、おしどり塚を南下し釜川へ合流していた。おしどり塚の路地が暗渠で残る[4]。
- 藤七川（とうしちがわ）
  - 天神橋付近で釜川より分流し、下河原地区を流れている[5]。
- 釜川放水路
  - 宇都宮市戸祭町の旧兜橋から分流し、競輪場通りの下を流れ、大曽橋で田川に合流する。雨による増水時にはこの放水路へ水が流れる仕組みである[6]。延長1,601.25m、事業費64億3600万円[7]。
- バイパス下水道
  - 釜川右岸の市街地の雨水を直接田川に放流するもので、優橋から県庁前通りの下を流れて、千波児童公園近くは側溝方式となり田川に合流する[8]。延長1,542.90m、事業費11億4550万円[9]、建設省のモデル事業として昼夜工事し1983年1月末から8月末までの7ヶ月間の短期間で完成させた[10]。

## 歴史
- 1875年 - 釜川大洪水（粉河寺門前の一帯）
- 1974年（昭和49年）
  - 4月11日 -  一級河川指定、延長7.28km[11]
  - 改修工事に着手[12]
- 1976年（昭和51年）5月26日 - 雷雨性集中豪雨により氾濫し、床上浸水30戸、床下浸水135戸[13]
- 1979年（昭和54年）8月24日 - 豪雨により氾濫、床上浸水47戸、床下浸水154戸[13]
- 1980年（昭和55年）8月4日 - 雷雨性集中豪雨により20戸が床下浸水した[13]
- 1981年（昭和56年）
  - 7月14日 - 雷雨性集中豪雨により氾濫し床上浸水15戸、床下浸水50戸[13]
  - 7月17日 - 雷雨性集中豪雨により氾濫し床上浸水46戸、床下浸水2戸[13]
  - 7月21日 - 雷雨性集中豪雨により氾濫し床上浸水49戸、床下浸水18戸[13]
- 1982年（昭和57年）
  - 6月21日 - 1時間に57ミリの豪雨により氾濫し、本町･泉町周辺で162店舗などが床上浸水、74戸が床下浸水した[13]。　
  - 8月3日 - 雷雨性集中豪雨により釜川が氾濫し床上浸水151戸、床下浸水125戸[13]。栃木県全体では全壊3棟、半壊70棟、床上浸水155棟、床下浸水381棟[14]
- 1984年（昭和59年）- 釜川放水路が竣工[11]、8月10日に通水式[15]
- 1985年（昭和60年）
  - 8月4日・5日 - 台風10号の影響で総雨量247mmの大雨になったが放水路やバイパス下水道が完成していたため被害はなかった[13]
  - 市街区域の二層化構造工事が認可され着工[12]
- 1988年（昭和63年）
  - 二層化工事が竣工、全国初の河床二層河川となる[12]
  - 8月22日 - 若山牧水の歌碑除幕式[16]
- 1990年（平成2年） - 釜川時計塔完成
- 1991年（平成3年） - 2層式河川の上層に錦鯉放流[16]
- 1992年（平成4年）
  - 全体の工事終了[12]。
  - 11月12日 - 釜川改修完成記念式典[16]、「釜川の歌（作詞は当時の上戸祭小学校児童、作曲は中央小学校児童の保護者で自身も同校卒業の音楽家[17]）」発表
- 2001年（平成13年） - 栃木県立宇都宮工業高等学校土木科生徒による「木炭を使った浄化実験」実施[18]

## 橋一覧
西弁天沼から田川へ合流する手前まで。
- 名無し
- 名無し
- 西弁天橋
  - 西弁天沼からの釜川本流にかかる橋[19]
- 弁天橋
  - 日光街道に架かる橋である[19]。
- 三の沢橋
  - 西弁天沼からの本流と東弁天沼からの東釜川がこの三の沢橋で合流する[20]。
- 鴨川橋
  - 宇都宮カンツリークラブゴルフ場前に架かる[20]。
- 新鴨川1号橋、新鴨川2号橋
  - 共に宇都宮北道路の側道の橋である[21]。
- 名無し
- 北原橋、北の前橋
  - 近くにそれぞれ橋と同じ名称の遺跡が発掘されている[22]。
- 前田新橋
  - 以前から前田遺跡があり、宇都宮市立上戸祭小学校新設工事の際に新たに遺跡が発掘され、その遺跡の近くに架けられた[22]。
- 仲良し橋
  - 上戸祭小へ続く橋[23]。
- 釜川橋
  - 長岡街道に架かる[24]。
- 名無し
- 水道橋（すいどうばし）
  - 水道山の西に位置する[24]。
- れんげ橋、あやめ橋、あさがお橋、さつき橋、つくし橋、ひまわり橋、すみれ橋、たんぽぽ橋、あじさい橋、
  - 競輪場通り北側の戸祭町内で1985年（昭和60年）頃の住宅地の開発とともに多数の橋が架けられた。命名は元戸祭自治会長と伝えられている[25]。
- 名無し（旧・兜橋）
  - 以前は橋があったが、釜川放水路ができたことにより暗渠にされた。兜橋水位観察局として名を残す[26]。
- 名無し
- 松戸橋（まつどばし）
  - 松原地区と戸祭地区を合わせた名称[27]。
- 名無し
- 西田橋
  - ここから釜川は上下二層に分かれる。川岸から上を流れる水と下層へ流れ込む様子が見える[27]。
- 名無し
- 名無し
- 名無し
- 川西橋（かわにしばし）
  - 旧日光街道の宇大宇附属学校園入り口交差点から中城址（戸祭城址）へと通じる中城街道に架けられている。
- 上釜川橋（かみかまがわばし）
- 清塙橋（きよはなばし）
  - 名の通り清住地区と塙田地区を結ぶ名称[28]。
- 西塙橋（にしはなばし）
  - 塙田地区の西端の意味と思われる[28]。
- 優橋（まさるばし）
  - 県庁前通りに架かる。名称は近くの延命院に祀られている蒲生君平に由来する説がある[8]。
- 名無し
- 真光寺橋
  - その名のとおり、真光寺への橋であったが、この寺は現存していない[29]。
- 二里山橋（にりやまばし）
  - 橋の辺りは二里山という丘陵だった。六町（660ｍ）が一里だった時代は、宇都宮城の大手門から二里の距離であった[30]。
- 塙泉橋（はないずみばし）
  - 塙田地区と泉地区の境に江戸時代に架せられた[31]。
- 名無し
- 坐頭橋
  - 宇都宮城主が宇都宮氏一族時代は、現在の県庁一帯は粉河寺があり、そこへの橋として架けられた。
- 桜橋
  - 1974年（明治7年）栃木県庁舎の新築と並行し桜並木が植えられ、その桜並木から命名された。現在桜並木はトチノキ並木となっている[32]。付近にベンチが設置されたレストコーナー設置[33]。
- 都橋（みやこばし）
  - 大通りにかかる橋。明治期までは木製の太鼓橋で池上橋という名称だった。道路拡張によりコンクリート製になり現名称になった[34]
- 釜川時計塔（旧三区橋）
  - 高さ18mの大谷石で建造された時計塔がある。区画整理で柳橋が架けらるまでは三区橋があった[35]。
- 名無し
- 柳橋
  - 明治後半に住民が使用するために架けられた。柳があったので柳橋の名称となったといわれている[35]。
- 名無し
- 名無し
- 一ツ橋
  - オリオン通りに架かる。名称については、都橋から一つ目や宇都宮城大手門から一つ目など諸説ある[36]。
- 名無し
- 新橋
  - 1905年（明治38年）、中心部と新地大橋を結ぶ新地街道が作られ、橋が架けられた。名称は新地街道からといわれている[37]
- 修道橋（しゅうどうばし）
  - 明治21年に河内郡立第一高等小学校ができた当初、正門が校舎北側でこの橋は校内に通じていた[37]。
- ふれあい広場
  - 釜川の断面をイメージした記念のモニュメントが設置された[38]。
- 御橋（みはし）
  - 宇都宮城と宇都宮大明神を結ぶ橋で、当初は城主や神主のみが渡るのを許されていた[39]。

- 牧水亭（ぼくすいてい）

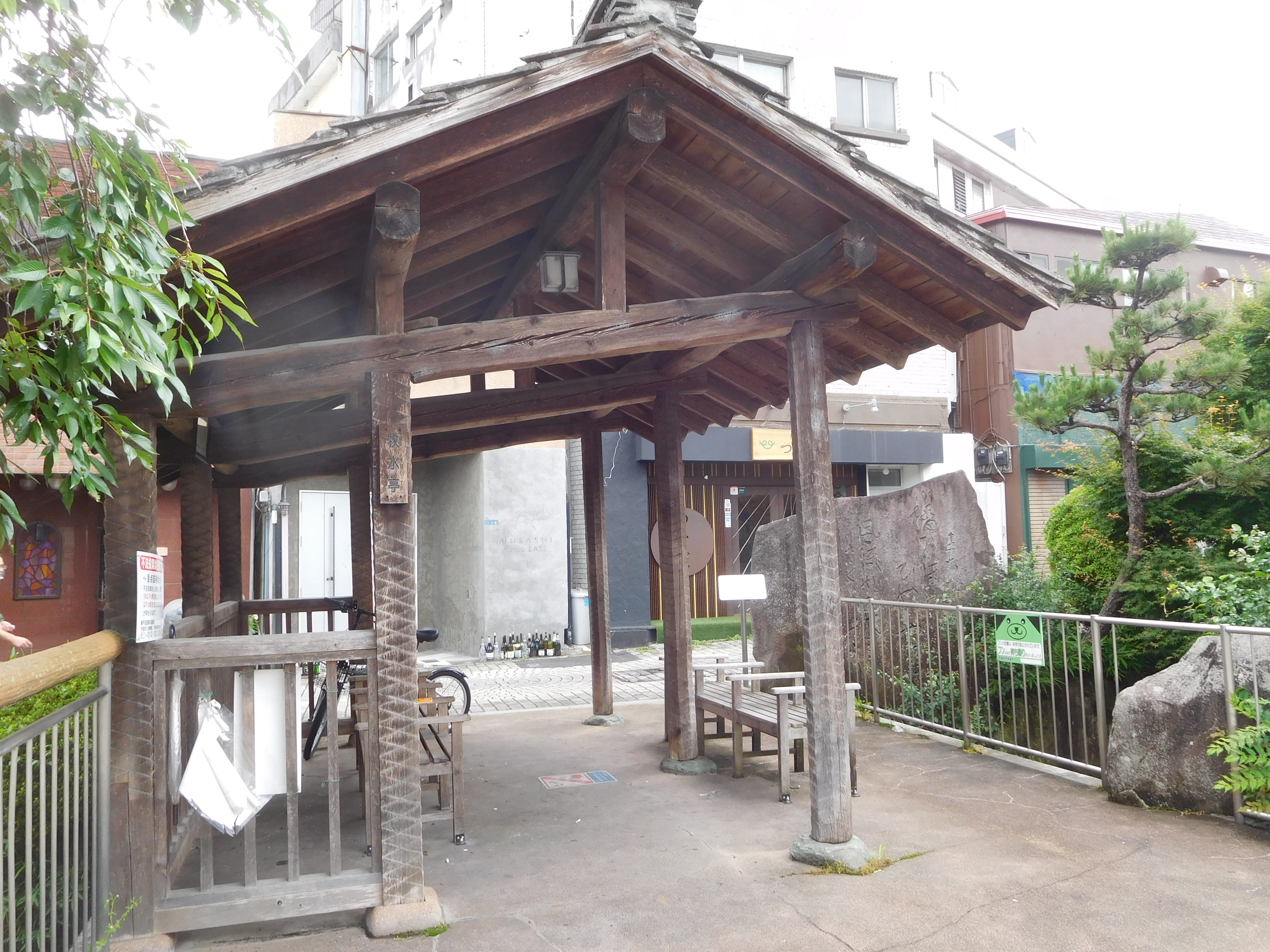
牧水亭

  - 1920年に宇都宮に来訪した際に御橋の桜を詠んだ若山牧水に由来する牧水の歌碑があり、東屋がもうけられている[40]。
- 出雲橋
  - 昭和30年後半頃まで出雲神社があり、その神社へ通じる小路の橋で、戦前は大谷石の太鼓橋が架けられていた[41]。
- 名無し
- 剣橋
  - 昭和30年代の区画整理で橋が架けられた。名称の由来は近くの剣宮神社より[42]。
- 名無し
- 名無し
- 井登橋
  - 剣宮町から中河原へ通じる橋である。名用の由来については、近くに製糸所工場があったことから「糸橋」とも、出雲神社の清き井戸水を汲んだ事「井戸橋｣とも言われている[43]。
- 名無し
- 今小路橋
  - 宇都宮城の今小路門を作った際に、城内への橋として架けられた[44]。
- 厩橋
  - 戊辰戦争後、宇都宮城が廃城となり、旧城内地へ入る橋ができた。橋の南側にかつて宇都宮城の厩があったためこの名称に[45]。
- 新釜川橋
  - 幕末までは城内に位置し門や橋はなかったが、幕末以後に田川の幸橋中河原の専売公社を結ぶ道ができ、橋が架けられた[46]。
- 天神橋
  - 1931年（昭和6年）宇都宮市立簗瀬小学校から中河原町への道ができ、3月に橋が架けられた[47]。
- 名無し

※西弁天沼を源流とし、東弁天沼から合流地点までの名無し橋8つは支流の橋とし、数に含めず。

## 施設
- ふれあいの滝
  - 一ツ橋と新橋の間に設置された循環式の人工の滝で、近隣にロイヤルホテルがあった頃は騒音となるため休止していたが、2005年（平成17年）に名称を公募して再開された[36]。

## 催事

### かまがわ川床桜まつり

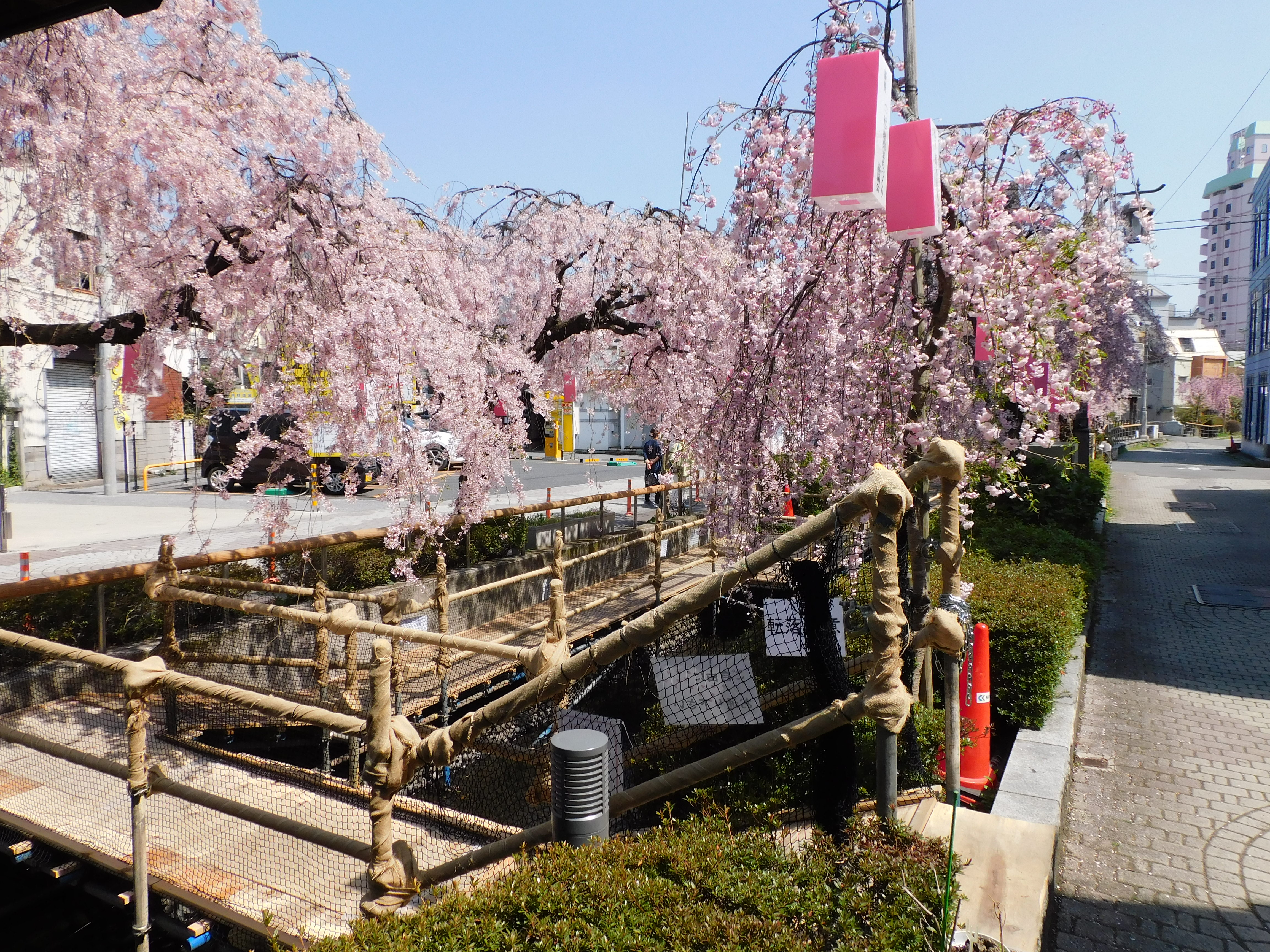
かまがわ川床桜まつり（2022年）

例年、桜の開花時期に「かまがわ川床桜まつり」が開催される。川岸に植えられた桜を川面に設置される川床から観賞する祭りであり、夜間はぼんぼりが点灯する。2022年（令和4年）は、コロナ禍のため、川床の代わりに「桜の小路（こみち）」が川面に設けられた。

### イルミネーション

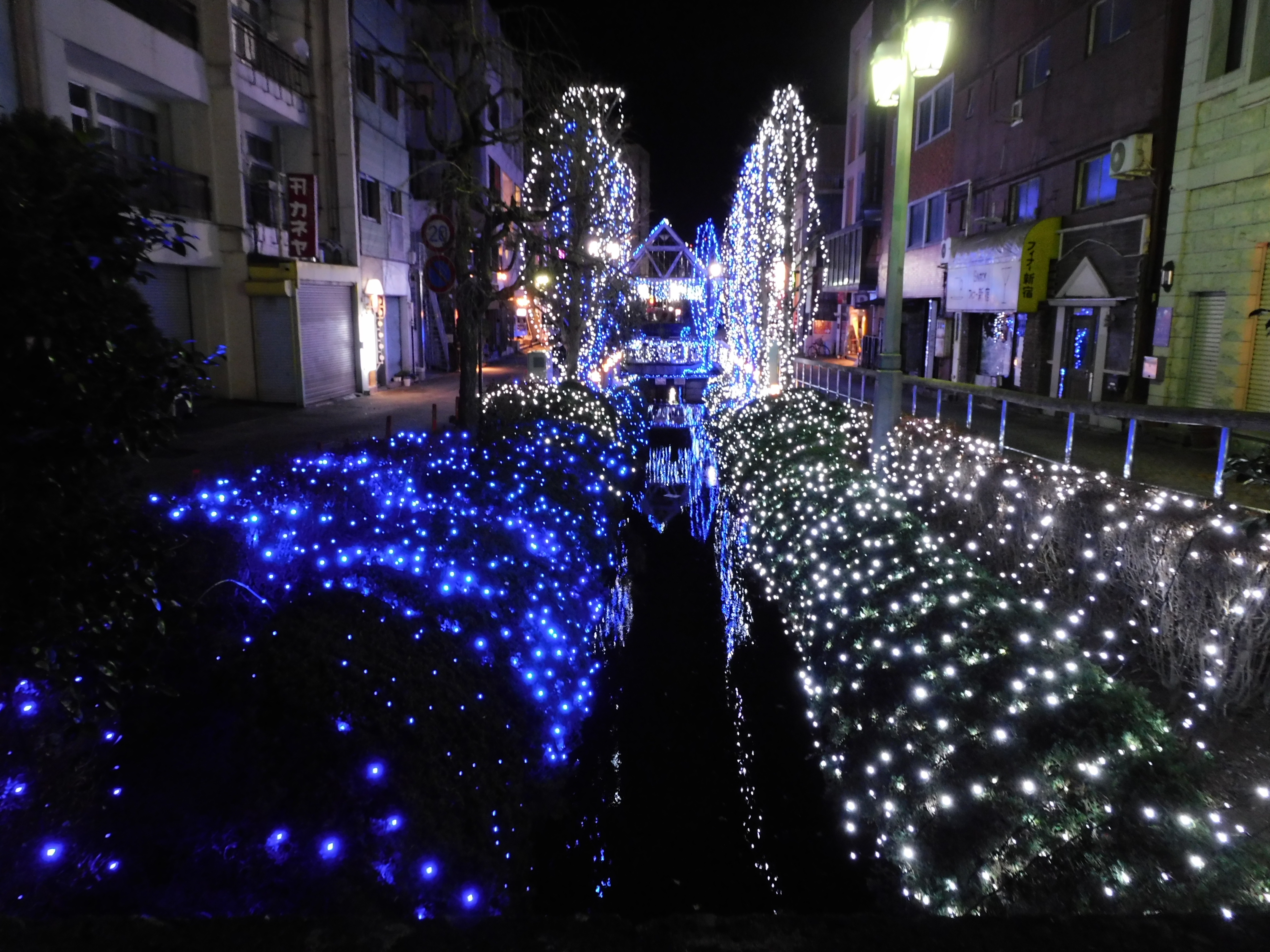
釜川のイルミネーション（2020年）

例年、冬季に釜川ふれあい広場付近の樹木にイルミネーションが施される。2020年（令和2年）度は11月19日から1月17日まで開催された。